# Ruch obiegowy Ziemi

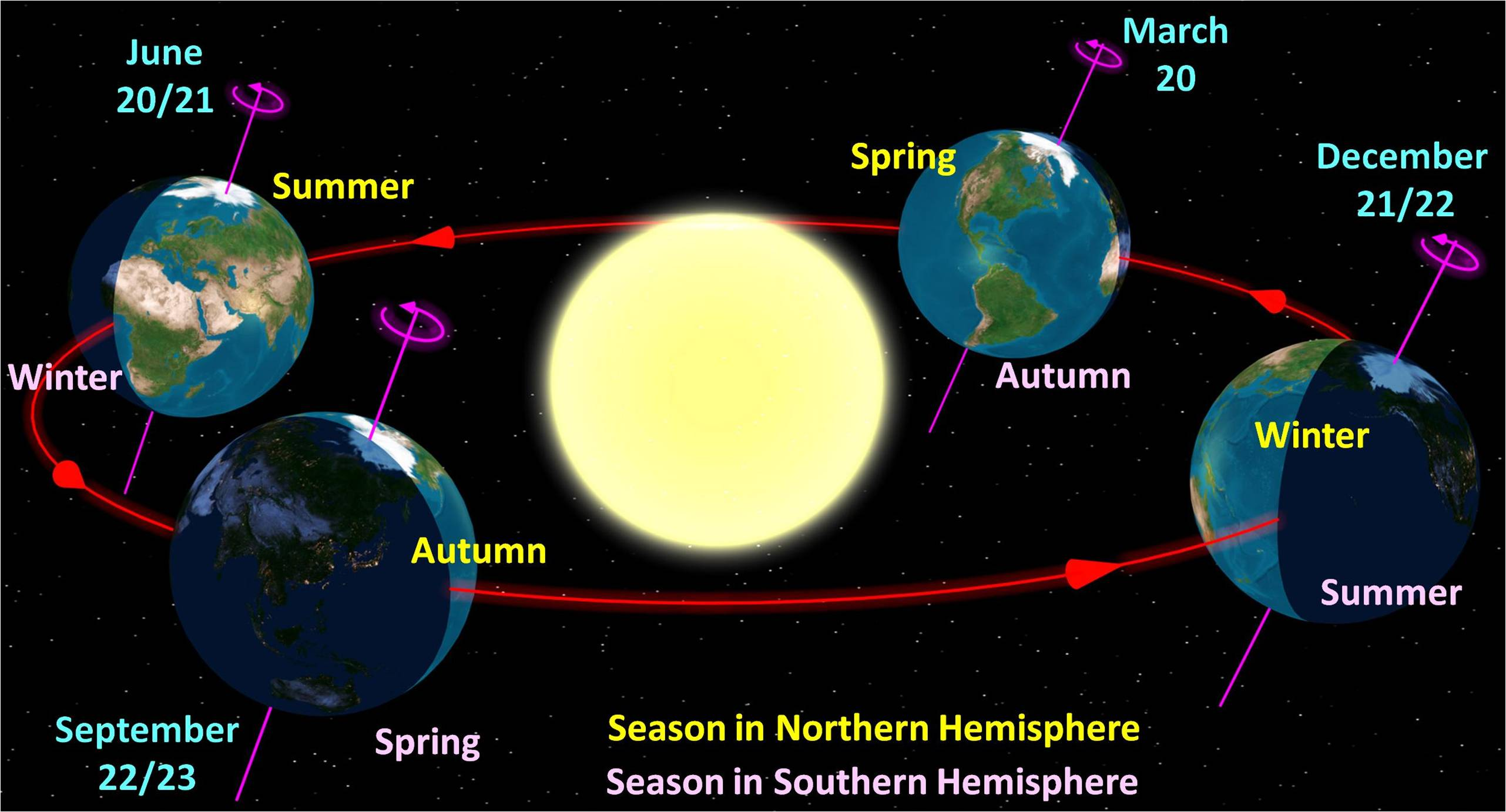
Uproszczony schemat przedstawiający ruch obiegowy Ziemi i pory roku, zaczynając od lewego dolnego rogu: równonoc wrześniowa, przesilenie grudniowe, równonoc marcowa, przesilenie czerwcowe.

Ruch obiegowy Ziemi – ruch Ziemi wokół Słońca po orbicie o kształcie elipsy w kierunku przeciwnym do ruchu wskazówek zegara (z punktu widzenia obserwatora patrzącego na północną półkulę). Prędkość liniowa tego ruchu zmienia się w zależności od położenia na elipsie orbity i wynosi od 29,291 km/s do 30,287 km/s. Ziemia obiega Słońce w ciągu jednego roku gwiazdowego, czyli 365 dni 6 godzin 9 minut 9,54 s. Często uwzględniana w prostych obliczeniach średnia odległość od Słońca wynosi ok. 149,6 mln km.
W ciągu roku Ziemia przebywa drogę 939 887 974 km, co daje średnią prędkość Ziemi na orbicie równą 107 218 km/h (ok. 29,78 km/s). Oś ziemska jest nachylona do ekliptyki pod kątem 66°34'. Kąt ten ulega powolnym zmianom, jednak są one tak niewielkie, iż nachylenie orbity Ziemi określa się jako stabilne. Pochylenie to powoduje nierównomierne oświetlenie Ziemi w ciągu roku, a co za tym idzie – wydzielenie stref oświetlenia Ziemi.
Jednym ze skutków ruchu Ziemi wokół Słońca jest sezonowa zmiana wyglądu nocnego nieba. W jej wyniku momenty wschodu i zachodu gwiazd każdego dnia następują wcześniej o 3 minuty i 56 sekund, co powoduje, że gwiazdozbiory okołorównikowe, obserwowane o tej samej porze doby przemieszczają się ku zachodniej części nieba, a po pewnym czasie ponownie są dostępne obserwacjom po wschodniej stronie.
Na ruch Ziemi względem Słońca w mniejszym stopniu ma wpływ przyciąganie Księżyca, a w nieznacznym stopniu przyciąganie pozostałych planet i mniejszych ciał Układu Słonecznego. Wpływ ciał niebieskich spoza Układu Słonecznego (tj. innych gwiazd naszej Galaktyki) jest pomijalny, choć w skali czasu istnienia Słońca, Ziemi i całego Układu także i ten wpływ powinien być brany pod uwagę.

## Charakterystyczne położenia Ziemi względem Słońca
Charakterystyczne położenia Ziemi względem Słońca:
- ok. 2–5 stycznia odległość Ziemi od Słońca jest najmniejsza: Ziemia znajduje się w punkcie orbity zwanym peryhelium, w odległości około 147 mln km od Słońca.
- ok. 20–21 marca i 22–23 września – dni równonocy wiosennej i jesiennej – promienie słoneczne padają prostopadle do osi obrotu Ziemi. Promienie słoneczne tylko w te dni oświetlają jednakowo półkulę północną i południową, a w ciągu doby oświetlają całą planetę podczas jej obrotu wokół osi. Dzień i noc na całej kuli trwają po 12 godzin.
- ok. 20–21 czerwca[a] – dzień przesilenia letniego na półkuli północnej – promienie słoneczne padają pionowo na zwrotnik Raka. Lepiej oświetlona jest półkula północna, na której dzień jest dłuższy od nocy. Za kołem podbiegunowym północnym panuje dzień polarny, a południowym noc polarna.
- ok. 3–7 lipca odległość Ziemi od Słońca jest największa: Ziemia znajduje się w punkcie orbity zwanym aphelium, w odległości około 152 mln km od Słońca.
- ok. 21–22 grudnia[b] – dzień przesilenia zimowego na półkuli północnej – promienie słoneczne padają pionowo na zwrotnik Koziorożca. Lepiej oświetlona jest półkula południowa, na której dzień jest dłuższy od nocy. Za kołem podbiegunowym południowym panuje dzień polarny, a północnym noc polarna.

## Skutki ruchu obiegowego Ziemi
Następstwa ruchu obiegowego Ziemi:
- wynikające ze zmiany położenia w ciągu roku
  - zmiana położenia Słońca na tle Zodiaku – co ok. 30 dni na tle innego gwiazdozbioru,
  - astronomiczne (nie kalendarzowe) pory roku[1],
  - obserwowany ruch wsteczny planet i innych ciał Układu Słonecznego,
  - obserwacje paralaksy i aberracji światła gwiazd[1],
  - występowanie i zmiany aktywności rojów meteorów,
  - rachuba czasu – kalendarz słoneczny,

- wynikające z ruchu obiegowego i nachylenia osi obrotu: 
  - zmienny azymut punktów wschodu i zachodu Słońca,
  - zmienny moment wschodu i zachodu Słońca,
  - zmienna długość dnia i nocy,
  - zmiana maksymalnej wysokości Słońca nad widnokręgiem w południe,
  - zjawisko dnia i nocy polarnej – powyższe zmiany powtarzają się co roku pod podobną datą;
  - występowanie kalendarzowych pór roku,
  - strefy oświetlenia kuli ziemskiej,
  - występowanie stref klimatycznych.